# Kuzupınarı
Kuzupınarı (türkisch für Schafquelle) ist ein Ortsteil (Mahalle) im Landkreis Yumurtalık der türkischen Provinz Adana mit 1.556 Einwohnern (Stand: Ende 2024). Das Gemeindegebiet reicht bis zum Mittelmeer. Kuzupınarı besteht aus vier weiteren Ortsteilen: Hacımüminler im Norden, Zeynepli im Süden, Tahriye und Karahüseyinliler im Westen. Im Jahr 2011 hatte der Ort Kuzupınarı 1.728 Einwohner. Im Dorf befinden sich zwei Grundschulen.